# Nooitgedacht (televisieprogramma)
Nooitgedacht is een Vlaams televisieprogramma van productiehuis Woestijnvis. Het is een interviewprogramma, waarin professor Kerkelijk Recht Rik Torfs samen met een bekende gast dieper ingaat op levensvragen. Het programma ging in het najaar van 2006 van start op Canvas.  In het winterseizoen 2007-2008 volgde een tweede seizoen.  Een jaar later eindigde het derde seizoen in april 2009.

## Gasten in de eerste reeks
- Karel De Gucht
- Marion Van San
- Louis Michel
- Goedele Liekens
- Yves Leterme
- Axelle Red
- Jef Vermassen
- Roelf Meyer
- Urbanus

## Gasten in de tweede reeks
- Siegfried Bracke
- père Guy Gilbert
- Jean-Marie Dedecker
- Herman Van Rompuy
- Francesca Vanthielen
- Gert Verhulst
- Etienne Vermeersch
- Helmut Lotti
- Guy Verhofstadt
- Joëlle Milquet

## Gasten in de derde reeks
- Kamagurka
- Wilfried Martens
- Wim Distelmans
- Bart De Wever
- Paul Verhoeven
- Piet Huysentruyt
- Luc Van der Kelen
- Liesbeth List
- Tiny Muskens
- Philippe Claudel